# Accidente aéreo de Long Island
El 4 de abril de 1955, un Douglas DC-6 de United Airlines, el Mainliner Idaho, se estrelló poco después de haber despegado del Aeropuerto MacArthur de Long Island, en Ronkonkoma, Islip, Nueva York, Estados Unidos.
El propósito del vuelo era renovar la habilitación de vuelo instrumental de dos pilotos de la aerolínea. Poco después del despegue, y a unos cuantos segundos de haber alcanzado 46 m de altura, el avión se ladeó hacia la derecha hasta quedar a 90° (grados); luego la nariz cayó súbitamente y se estrelló en tierra. Los tres tripulantes del aparato murieron al instante.
La investigación consecutiva reveló que se estaba realizando un simulacro de avería de motor, en el que un tripulante debía hacer retroceder la palanca de aceleración del motor núm. 4 antes del despegue. Los investigadores advirtieron que si la palanca retrocedía más allá de cierto punto, se invertía el ángulo y, por ende, el sentido de empuje de la hélice, una función pensada para frenar la aeronave al aterrizar. Una vez retraído el tren de aterrizaje, la tripulación debería haber levantado una bandera metálica en la cabina para que las palas de la hélice volvieran a su posición normal, pues un dispositivo de seguridad impedía que el sistema eléctrico accionara los rotores de la base de las palas si el avión no estaba en tierra o la bandera no se levantaba a mano. El Consejo de Aeronáutica Civil de Estados Unidos concluyó que un tripulante había aplicado la máxima potencia al motor 4 creyendo que así contrarrestaría el creciente ladeo de la nave. Al estar invertidas las palas y no haberse levantado la bandera, el empuje inverso de ese motor aumentó, lo que hizo que el DC-6 girara sin control. Como iba a muy poca altura, la brusquedad del ladeo y la entrada en barrena impidieron a la tripulación recuperar el control antes del impacto.
A raíz del accidente, la Administración de Aeronáutica Civil de Estados Unidos emitió una directiva de aeronavegabilidad que mandaba equipar todos los aviones DC-6 y DC-6B con un dispositivo manual para impedir la inversión involuntaria de las palas de las hélices. United Airlines también declaró que había empezado a instalar luces indicadoras de empuje inverso en las cabinas de sus aparatos DC-6 para advertir a los pilotos cuando se hubiera invertido una hélice.

## Antecedentes
El día del accidente, el piloto examinador de United Airlines, Stanley C. Hoyt, de 45 años, iba a someter a pruebas de habilitación de vuelo instrumental a dos pilotos de la aerolínea. Trabajaba en la empresa desde 1937 y tenía 9 763 horas de vuelo, 549 de ellas a bordo de aparatos DC-6. Iba a adiestrar a los dos pilotos, Henry M. Dozier, de 40 años, y Vernis H. Webb, de 35, a fin de que conservaran la habilitación para volar según las reglas de vuelo instrumental. El Douglas DC-6 tenía la matrícula N37512 y el número de serie 43001. El fuselaje y las alas llevaban 22 068 horas de vuelo y se habían inspeccionado 105 horas antes del accidente. Los cuatro motores Pratt & Whitney R2800-CB16 tenían hélices Hamilton Standard 43E60-317.
El tiempo era despejado, aunque un fuerte viento sureste de unos 37 km/h (kilómetros por hora) con ráfagas ocasionales de hasta 56 km/h azotaba la pista. El avión hizo varios circuitos de despegue y aterrizaje y luego, hacia las 3:50 de la tarde, horario del este de Norteamérica, los testigos lo vieron acelerar en la pista y despegar. Pesaba 28 toneladas, mucho menos del máximo permisible, y el peso y balance estaban dentro de los límites establecidos para el modelo.
Tras rodar de 460 a 550 m (metros), alcanzó la velocidad de despegue, se elevó y empezó a ascender normalmente mientras la tripulación retraía el tren de aterrizaje. A los 15 m de altura empezó a ladearse hacia la derecha. El ladeo persistió a un ritmo que alarmó a los testigos, hasta alcanzar los 90° (las alas formaban ángulo recto con la horizontal). Hacia los 46 m de altura, mientras las cuatro hélices producían propulsión de despegue, la nariz empezó a caer. Instantes después el ala derecha y la nariz chocaron contra el suelo, el avión dio una voltereta hacia adelante y se detuvo en posición normal. Luego estalló en llamas. Los tres tripulantes murieron al instante. Aunque los servicios de emergencia del aeropuerto acudieron sin tardanza a extinguir el incendio, el fuego destruyó el avión.

## Investigación

### Examen de los restos

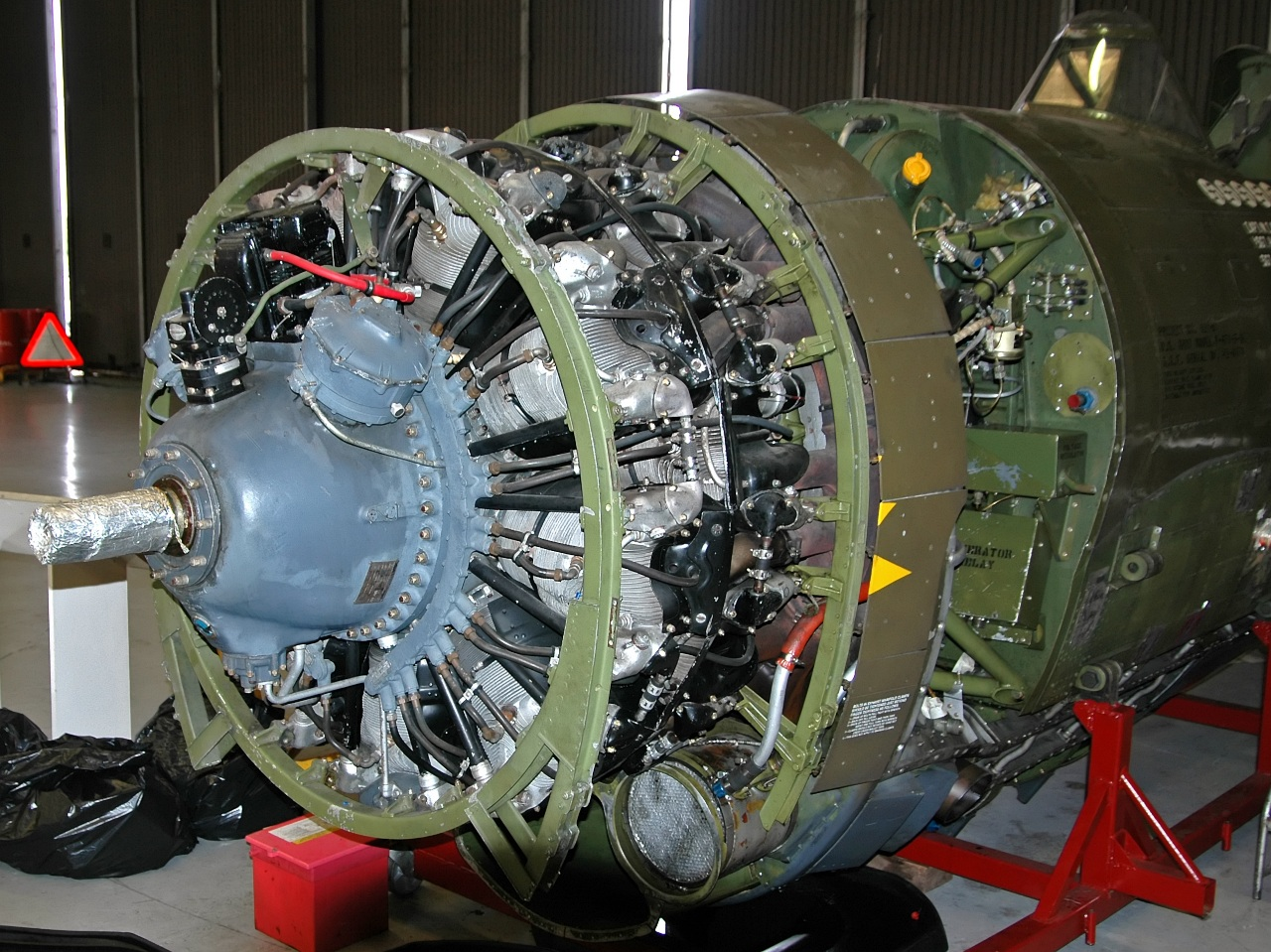
Un motor Pratt & Whitney R-2800 del mismo tipo que los usados por los Douglas DC-6

El Consejo de Aeronáutica Civil, encargado de investigar el siniestro, examinó el lugar del desastre. Según los informes de los testigos, el avión había despegado e iniciado el ascenso de manera normal, pero a los pocos segundos se ladeó bruscamente hacia la derecha. Los investigadores inspeccionaron los cuatro motores calcinados y concluyeron que todos funcionaban en el momento del impacto. No pudieron determinar de modo concluyente cuánta potencia producían, pero declararon que los restos no indicaban que se hubiesen parado.
También pudieron determinar que las superficies de mando, incluidos los timones de profundidad, los alerones y el timón de dirección, funcionaban bien en el momento del impacto, y no había fallas en el sistema de control de vuelo. Los alerones estaban extendidos a entre 15° (grados) y 20°, el ajuste normal para el despegue. Las palas de la hélice del motor n.º 4 —en el extremo derecho del avión— estaban invertidas: con un ángulo de ataque de menos 8°, mientras que las palas de los motores núms. 1, 2 y 3 estaban a 34° positivos (posición también normal para despegar).

### Empuje inverso
Las hélices de los DC-6 se diseñaron para producir empuje inverso una vez que el avión tomaba tierra. El piloto hace retroceder las palancas de aceleración hasta un punto inferior al de marcha mínima, lo que activa cierto mecanismo eléctrico del cubo de la hélice, que hace rotar las palas a una posición en la que producen empuje inverso. Si el piloto tiene que abortar un aterrizaje, mueve las palancas de aceleración hacia adelante para restablecer la posición positiva de las hélices, lo que produce un empuje hacia adelante que vuelve a elevar el avión.
La Douglas Aircraft Company diseñó un sistema que evitaba la inversión accidental de las palas de las hélices en vuelo. Durante el desarrollo del DC-6 la compañía instaló un sistema que cortaba el suministro eléctrico a los mecanismos que hacían rotar las palas de las hélices mientras el avión estaba en el aire. Cuando había suficiente peso en el tren de aterrizaje (lo que ocurría solo si el avión estaba en tierra), se activaba un interruptor que suministraba electricidad a esos mecanismos; es decir, una vez que el avión tomaba tierra, las palas podían invertirse para frenar. Cuando el interruptor estaba cerrado, una bandera roja se hacía visible en la cabina de mando para advertir a la tripulación que las palas podían invertirse. Si el interruptor no se activaba al aterrizar, se podía levantar la bandera a mano para restablecer la corriente eléctrica de los mecanismos. Cuando la nave despegaba, se cortaba el suministro de electricidad a los mecanismos para que no se pudieran invertir por accidente las palas de las hélices, y la bandera roja se ocultaba. El Mainliner Idaho no tenía luces de advertencia de empuje inverso, las cuales habrían advertido a la tripulación que una hélice estaba invertida.

### Pruebas de vuelo

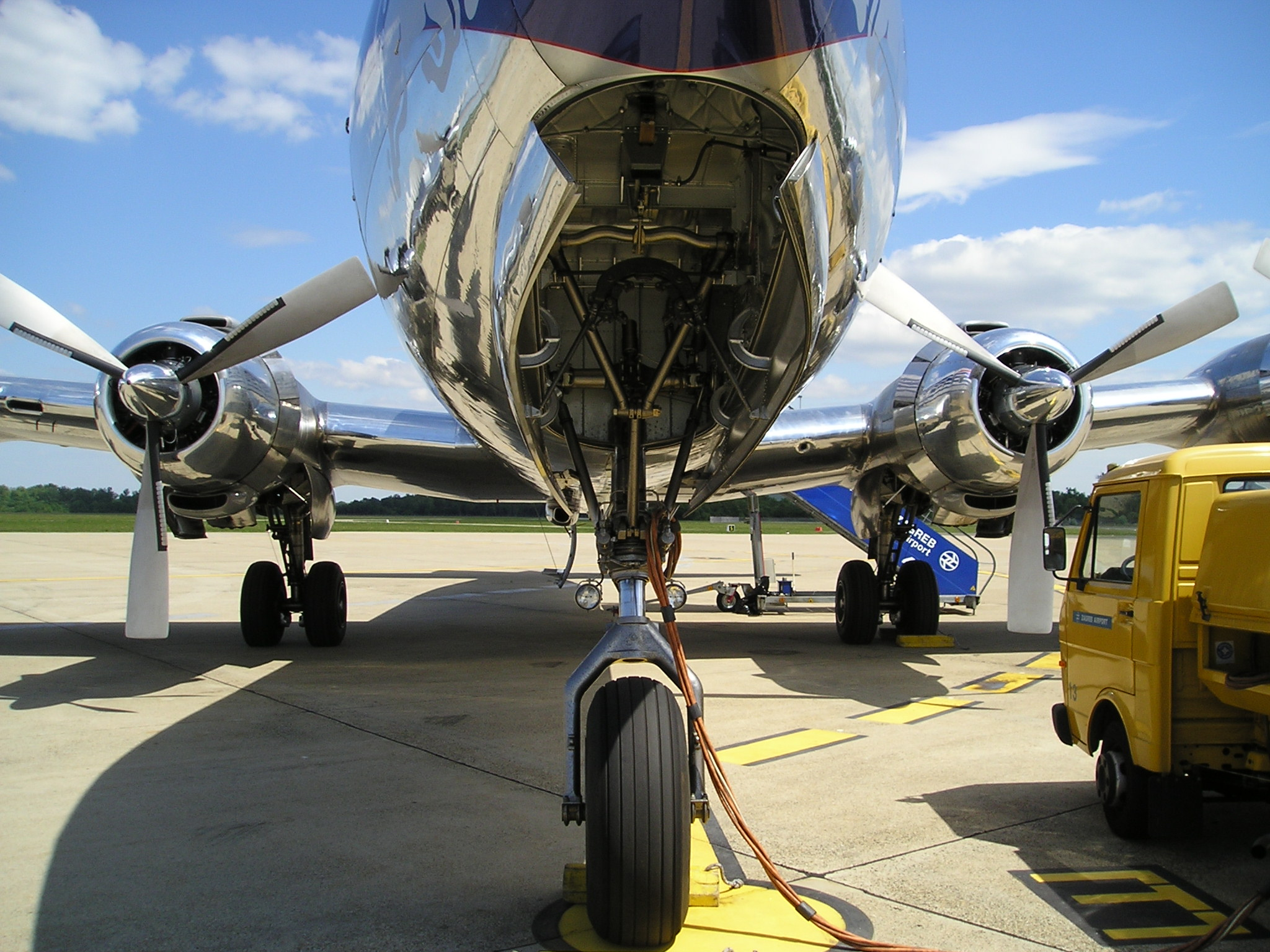
Tren de aterrizaje delantero de un Douglas DC-6.

El Consejo de Aeronáutica Civil realizó pruebas de vuelo con un DC-6. Los investigadores observaron que si las hélices estaban invertidas antes del despegue, no rotaban automáticamente en el aire para producir empuje hacia adelante, si se aplicaba la potencia máxima y no se levantaba la bandera. Las pruebas realizadas por United Airlines mostraron que, si solo la hélice de un motor estaba invertida y se aplicaba toda la potencia a los cuatro motores, el avión entraba en barrena. Si se aplicaba toda la potencia salvo la de despegue a los motores 1, 2 y 3 y el máximo empuje inverso al motor 4, el avión se salía de control.
Accionando al máximo el alerón izquierdo se podía recuperar brevemente el control, pero persistía un violento giro a la derecha, y las fuerzas opuestas causaban una entrada en pérdida y una entrada en barrena inmediatas. Según los investigadores, las pruebas de vuelo reprodujeron fielmente la secuencia del accidente del Mainliner Idaho. Las pruebas realizadas por United y los investigadores mostraron que si, al estar el avión ya en el aire, se aplicaba la potencia máxima a un motor cuya hélice estaba invertida, esta no produciría empuje hacia adelante, sino aún mayor empuje inverso. Un autor de aviación escribió sobre el accidente:

Las pruebas de vuelo mostraron de manera concluyente que, en modo de despegue, es imposible controlar un DC-6 si uno de los motores está a máxima potencia y con la hélice invertida. La pérdida de control es tan rápida que la tripulación no puede hacer nada a baja altura. En el caso de ese accidente, es improbable que hubiera dado tiempo de restablecer el empuje hacia adelante antes de perder el control.
Macarthur Job

### Conclusiones
Al examinar el lugar del desastre, los investigadores observaron que los cuatro motores funcionaban en el momento del impacto. Había solo dos modos de invertir la hélice durante la secuencia de despegue. Los investigadores descartaron una falla eléctrica porque, tras una inspección minuciosa del cubo de la hélice, no hallaron pruebas de que se hubiera producido. Se concluyó, pues, que el único modo de invertir la hélice podía haber sido un acto involuntario de la tripulación. Aunque no había pruebas formales de que se estuviera realizando un simulacro de avería de motor, las declaraciones presentadas por los testigos indicaron que eso era probable. El procedimiento de simulacro de avería de motor de United Airlines exige apagar el motor núm. 4, el mismo que se halló en el lugar del accidente con la hélice invertida.

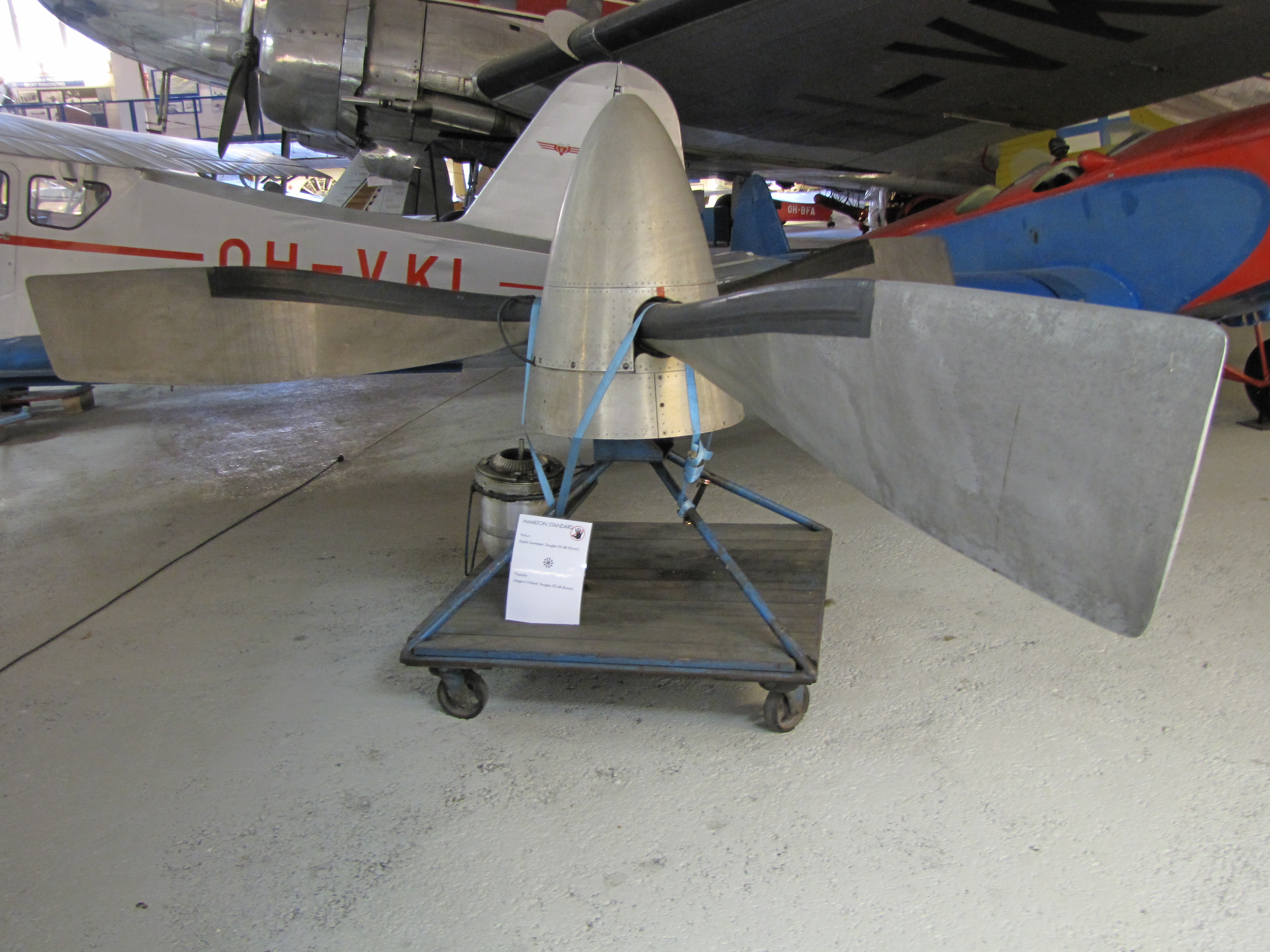
Hélice de un motor de Douglas DC-6, parecida a la que llevaban los motores del Mainliner Idaho.

La investigación concluyó que la secuencia del accidente comenzó cuando el piloto examinador, estando el avión aún en tierra, hizo retroceder la palanca de aceleración del motor núm. 4 hasta más atrás de la posición de marcha mínima, por lo que invirtió la hélice de ese motor. Una vez que el avión despegó y empezó a ladearse, fue una reacción normal que un tripulante aumentara la potencia del motor 4 creyendo que así empezaría a producir empuje hacia adelante y recuperaría el control. Sin embargo, dado que la bandera de metal no estaba levantada, no había corriente eléctrica en el mecanismo de rotación de las palas, y aumentar la potencia del motor no consiguió sino intensificar el empuje inverso.
El último informe del accidente concluyó que no había habido tiempo para que la tripulación reaccionara, ya que la entrada en barrena fue repentina, cuando el avión seguía muy cerca de tierra. “El control se pierde tan pronto, que el piloto no puede hacer nada si esto pasa a poca altura”, decía el informe. “En muy poco tiempo debe advertir lo que ocurre, analizarlo y actuar para anular el empuje inverso. En este caso es improbable que antes de perder el control se hubiera logrado anular el empuje inverso.”
El 4 de octubre de 1955, el Consejo de Aeronáutica Civil emitió el último informe del accidente, en el que concluyó que la causa había sido la inversión de la hélice y el posterior aumento de potencia del motor núm. 4.

El consejo determina que la causa probable de este accidente fue el movimiento involuntario del acelerador núm. 4 a la zona de empuje inverso inmediatamente antes de despegar, mientras los otros tres motores funcionaban a gran potencia, lo que ocasionó la rápida pérdida de control del avión una vez que estuvo en el aire.
Consejo de Aeronáutica Civil, Accident Investigation Report; United Air Lines, Inc., MacArthur Field, Islip, Nueva York, 1955

## Consecuencias

### Avances tecnológicos
A raíz del accidente, la Administración de Aeronáutica Civil de Estados Unidos emitió una directiva de aeronavegabilidad que mandaba equipar todos los aviones DC-6 y DC-6B con una barra de metal con la que el piloto puede trabar las palancas de aceleración para que no retrocedan más allá de la línea de marcha mínima y así impedir que pasen a la posición de inversión de la hélice. Según el informe del consejo, un ingeniero de United dijo a los investigadores que la barra debía hacer que el dispositivo de inversión fuera "más confiable y seguro [que el sistema incorporado en el Mainliner Idaho] ... con sus muchos interruptores, relés y automatización".
United Airlines declaró que había empezado a instalar el dispositivo en su flota de DC-6 y DC-6B una semana antes del accidente, y que lo había usado con éxito en el servicio de su flota de Douglas DC-7. El Mainliner Idaho aún no se equipaba con ese mecanismo. United Airlines también dijo que había empezado a instalar luces indicadoras de empuje inverso en todos sus aviones DC-6 y DC-6B. Las luces, instaladas en la cabina de mando de los aviones, habrían advertido a la tripulación que la palanca de aceleración se había hecho retroceder demasiado y que la hélice se había invertido.

### Accidentes parecidos

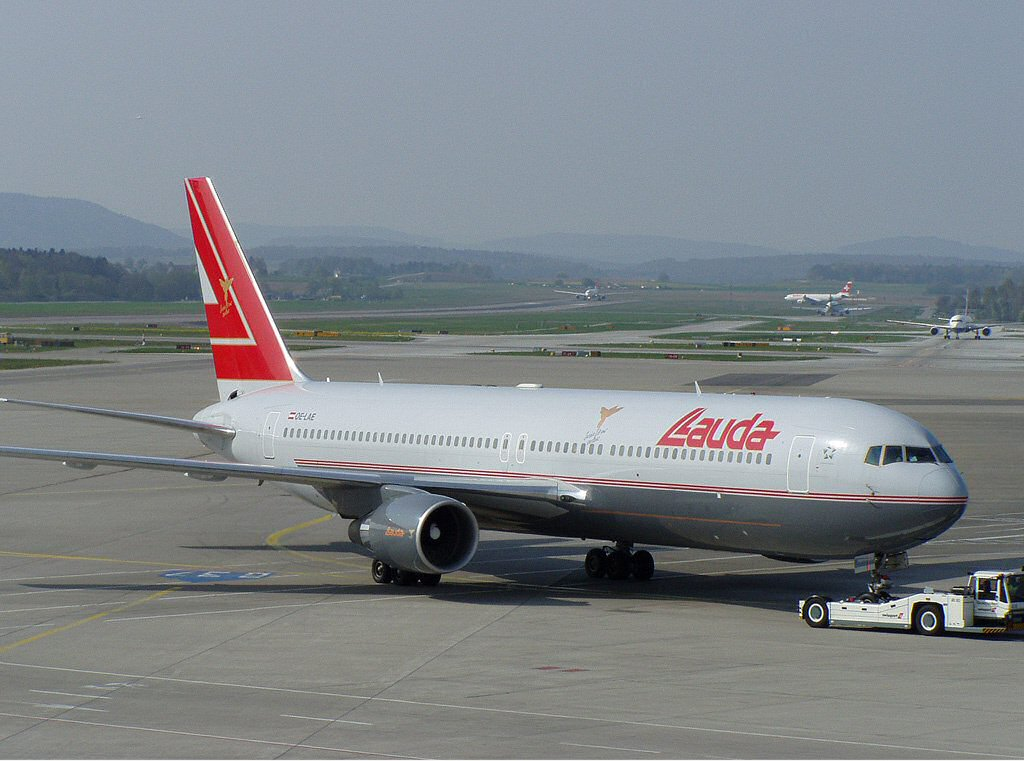
Un Boeing 767 de Lauda Air parecido al que cayó en 1991 cuando el inversor de empuje de un motor se activó en pleno vuelo.

Desde entonces ha habido otros varios accidentes en los que ha estado implicado el empuje inverso. Un Douglas DC-8 con el que se operaba el vuelo 859 de United Airlines chocó en 1961 cuando el primer oficial intentó invertir las cuatro hélices mientras rodaba en la pista después de tomar tierra. Las hélices izquierdas mantuvieron el empuje hacia adelante, mientras que las derechas se invirtieron, haciendo virar el avión bruscamente a la derecha y chocar con unos vehículos de construcción del aeropuerto, lo que causó la muerte a 17 de las 122 personas que iban a bordo y a una que estaba en tierra. En 1982, el DC-8 del vuelo 350 de Japan Airlines cayó antes de llegar a la pista de aterrizaje en Tokio, cuando el comandante, que padecía un trastorno mental, intentó suicidarse en la fase de aproximación final al aeropuerto invirtiendo el empuje de los motores dentro de borda. De las 174 personas que iban a bordo, 24 murieron. En 1991, el Boeing 767 del vuelo 004 de Lauda Air se desplomó cuando el inversor de empuje del motor izquierdo se activó en pleno vuelo por causas que no pudieron determinarse. El accidente del Fokker 100 de TAM Airlines en 1996 se atribuyó a la activación del inversor de empuje del motor núm 2. El avión entró en barrena y se estrelló en una poblada zona de São Paulo.